# .vn
.vn je internetová národní doména nejvyššího řádu pro Vietnam.
V roce 2003 společnost Hi-Tek podepsala dohodu se správcem domény VNNIC o prodeji .vn domény v zahraničí.